# Đại Điền (xã)
Đại Điền là một xã thuộc tỉnh Vĩnh Long, Việt Nam.

## Địa lý
Xã Đại Điền có vị trí địa lý:
- Phía đông giáp xã Quới Điền.
- Phía tây giáp xã An Định và Hương Mỹ.
- Phía nam giáp xã Hòa Minh, ranh giới là sông Cổ Chiên.
- Phía bắc giáp xã Tân Hào và Hưng Nhượng, ranh giới là sông Hàm Luông.

Xã Đại Điền có diện tích 59,26 km², dân số năm 2025 là 37.267 người, mật độ dân số đạt 628 người/km².

## Lịch sử
Ngày 16 tháng 6 năm 2025, Ủy ban Thường vụ Quốc hội ban hành Nghị quyết số 1687/NQ-UBTVQH15 về việc sắp xếp các đơn vị hành chính cấp xã của tỉnh Vĩnh Long năm 2025. Theo đó, sắp xếp toàn bộ diện tích tự nhiên, quy mô dân số của các xã Đại Điền, Phú Khánh, Tân Phong và Thới Thạnh thành xã mới có tên gọi là xã Đại Điền.
Sau khi sáp nhập, xã Đại Điền có 59,26 km² diện tích tự nhiên và dân số 37.267 người.